# Plagiostenopterina nyassica
Plagiostenopterina nyassica är en tvåvingeart som beskrevs av Günther Enderlein 1924. Plagiostenopterina nyassica ingår i släktet Plagiostenopterina och familjen bredmunsflugor. Inga underarter finns listade i Catalogue of Life.